# Constantí Serrallonga
Constantí Serrallonga (Barcelona, 1965) és un economista català, director general de Fira de Barcelona des de novembre de 2015.
Va llicenciar-se en Ciències Econòmiques per la Universitat de Barcelona i va completar els seus estudis a l'IESE i a ESADE. Va començar la seva activitat professional el 1989 a l'Hospital General de Manresa, on va ocupar diversos llocs fins a esdevenir-ne director-gerent el 1998. Posteriorment, el 2002 va incorporar-se com a conseller delegat a Transports Metropolitans de Barcelona (TMB), grup empresarial propietat de l'Àrea Metropolitana de Barcelona (AMB). El 2008 va deixar TMB per ser conseller delegat del Grup Àgora, un operador logístic internacional.
Quan Xavier Trias va guanyar les eleccions municipals de 2011, el va fitxar com a gerent de l'Ajuntament de Barcelona, càrrec que va mantenir fins a les següents eleccions municipals, el 2015. El novembre del mateix any va ser nomenat director general de Fira de Barcelona, substituint a Agustín Cordón qui, després d'onze anys al càrrec, va passar a ser el conseller delegat del Grupo Zeta.
El febrer del 2017 va ser investigat per la seva presumpta implicació en el cas del finançament irregular de Convergència Democràtica de Catalunya.
L'any 2022 va ser guardonat amb el Premi de Reconeixement a l'Economista d'Empresa, que concedeix el Col·legi d'Economistes de Catalunya.